# Przybyszew
Przybyszew es un pueblo de Polonia, en Mazovia.  Se encuentra en el distrito (Gmina) de Promna, perteneciente al condado (Powiat) de Białobrzegi. Se encuentra aproximadamente a 7 km al oeste de Promna, 7 km al oeste de Białobrzegi, y a 63 km  al sur de Varsovia. Su población es de 780 habitantes.
Entre 1975 y 1998 perteneció al voivodato de Radom.